# 역물류
역물류 또는 리버스 로지스틱스(reverse logistics)는 제품 및 자재의 상류 이동과 관련된 모든 작업을 포함한다. 이는 "가치 확보 또는 적절한 폐기를 목적으로 일반적인 최종 목적지에서 상품을 이동하는 프로세스이다. 재제조 및 재가공 활동도 역물류의 정의에 포함될 수 있다." 녹색에 대한 관심이 커지고 녹색 공급망 관리 개념과 관행이 발전하면서 관련성이 더욱 높아졌다. 역물류를 주제로 한 출판물 수는 지난 20년 동안 크게 증가했다. 출판물에서 "역물류"라는 용어를 처음 사용한 것은 제임스 R. 스톡(James R. Stock)이 1992년 물류 관리 위원회에서 출판한 "역물류"라는 제목의 백서에서였다. 이 개념은 스톡의 후속 출판물에서 더욱 구체화되었다. 역물류 프로그램의 개발 및 구현이라는 제목의 또 다른 물류 관리 위원회 책과 로저스 및 티벤-렘케(Tibben-Lembke, 1999)가 역물류 협회에서 출판한 "뒤를 향해 가다: 역물류 추세 및 관행"(Going Backwards: Reverse Logistics Trends and Practices)라는 책에서 볼 수 있다. 역물류 프로세스에는 하드웨어 임대 사업에서 반환된 장비와 기계뿐만 아니라 잉여분의 관리 및 판매도 포함된다. 일반적으로 물류는 제품을 고객에게 가져오는 이벤트를 처리한다. 역물류의 경우 자원은 공급망에서 최소한 한 단계 뒤로 이동한다. 예를 들어, 상품은 고객에서 유통업체 또는 제조업체로 이동한다.
현재 글로벌 역물류 공급망 가치는 4,152억 달러이며 2025년에는 6,000억 달러 이상에 이를 것으로 예상된다. 2023년 기준 글로벌 역물류 시장 규모는 약 9,932억 8,000만 달러로 추산된다. 이 가치는 2023년부터 2032년까지 연평균 복합 성장률(CAGR) 10.34%로 증가할 것으로 예상된다.